# Yeti
El yeti o abominable hombre de las nieves (o Jigou para los tibetanos del Himalaya) es un animal mítico de gran interés en la criptozoología, interpretado como un simio gigante emparentado con el Pie Grande en Norteamérica, el Yowie en Australia, el Kunk en los Andes y otros mitos similares presentes en numerosas culturas. Ante la ausencia total de pruebas, solo se cuenta con relatos que lo describen como un simio gigante bípedo que se cree que está localizado en las zonas boscosas de la cordillera del Himalaya, el Tíbet y Siberia.

## Investigaciones

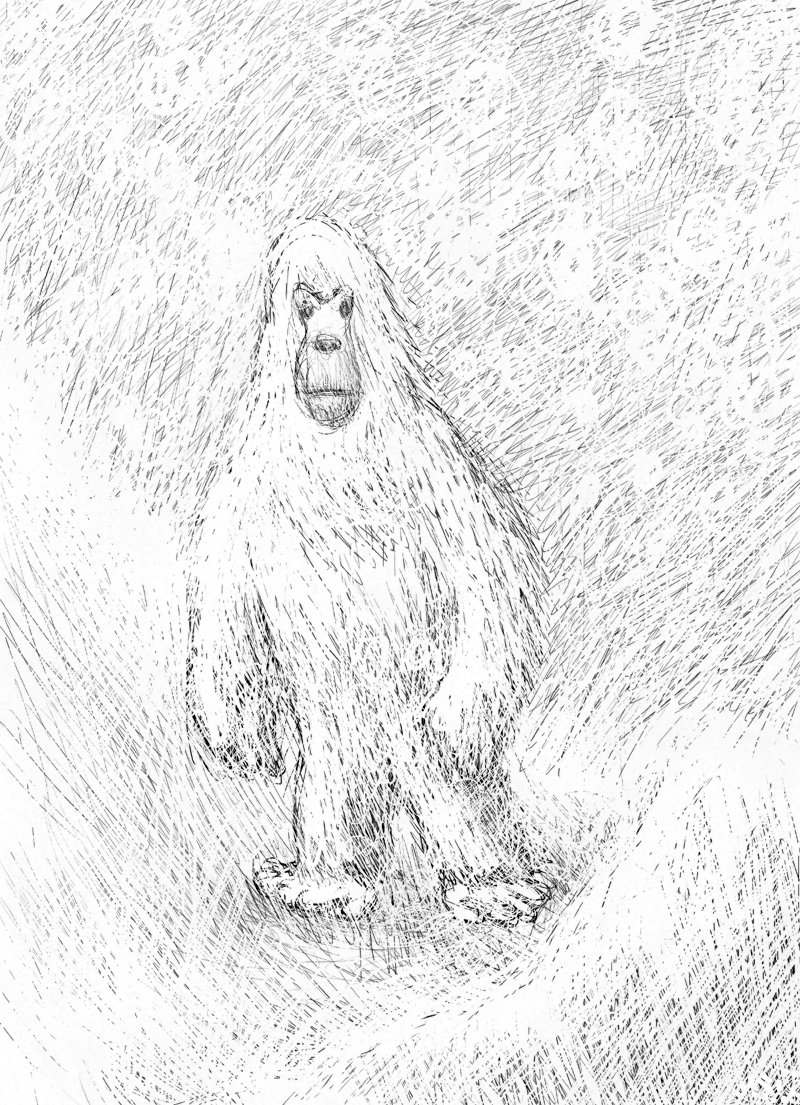
Boceto del Yeti del Himalaya.

Las personas que creen en su existencia lo consideran pariente lejano del orangután  que habitó en esta cordillera hace millones de años, y que por las características que presentaría, posiblemente esté emparentado con el Pie Grande, el Yowie y el Kunk. Sin embargo, no existen pruebas concluyentes de la existencia de este primate. Incluso otras investigaciones relacionan al yeti con los osos. En algunos monasterios de Nepal se conservan restos supuestamente pertenecientes al yeti, pero que posteriormente se ha demostrado pertenecen a un tipo de cabra local. Por otra parte es muy dudosa la existencia de simios de semejante tamaño. Quienes lo niegan, como el paleontólogo Juan Luis Arsuaga, afirman que los primates en general y los simios en particular solo viven en lugares donde existen frutas todo el año, es decir, en las zonas tropicales. Además no hay grandes primates en las estepas, ni en los pinares mediterráneos, ni en los bosques de coníferas; solo simios de pequeño tamaño, al no haber suficiente alimento disponible.
En 1959, China realizó una expedición al Tíbet en la que se obtuvo un mechón de pelo diferente al de otros animales conocidos. Su origen no pudo ser identificado. En el año 2008, un grupo de investigación japonés encabezado por el científico Yoshiteru Takashi, líder del proyecto Yeti nipón, recorrió durante cuarenta y dos días la región de alta montaña Dhaulagiri IV, dejando constancia de haber fotografiado presuntas huellas de unos 45 cm de longitud del escurridizo primate. Las presuntas huellas del Yeti en general han sido atribuidas a osos.
Por otro lado, Reinhold Messner, primer alpinista en subir al Everest sin oxígeno, primero en hacerlo en solitario, primero en coronar los catorce ochomiles, considerado el mejor alpinista del mundo, acostumbrado a vivir en la zona, tras realizar un avistamiento dedicó unos años a su estudio y ha escrito un libro sobre el tema, identificando al ser con el jemo o jemong, el oso pardo tibetano, animal nocturno, grande, que puede caminar a dos patas, de color variable, siempre solitario salvo cuando busca pareja o durante la cría, siendo muy temido por su gran fuerza por los habitantes de la zona, ya que ha causado muchas muertes. Otras fuentes señalan lo mismo: se trataría de un oso similar al oso pardo polar noruego de tipo lanudo adaptado a las alturas.
Hay que decir que en todos los relatos de avistamientos jamás se menciona a más de un individuo. Por ello, una objeción muy importante es el hecho de que la supervivencia de toda especie requiere la existencia de una población de cierto tamaño, con individuos de diversas edades e incluyendo formas juveniles, que jamás se han referido, lo que hace muy difícil justificar un ocultamiento de tal población por un tiempo prolongado, como se asevera.[cita requerida]

## Supuestas reliquias del yeti en los monasterios budistas

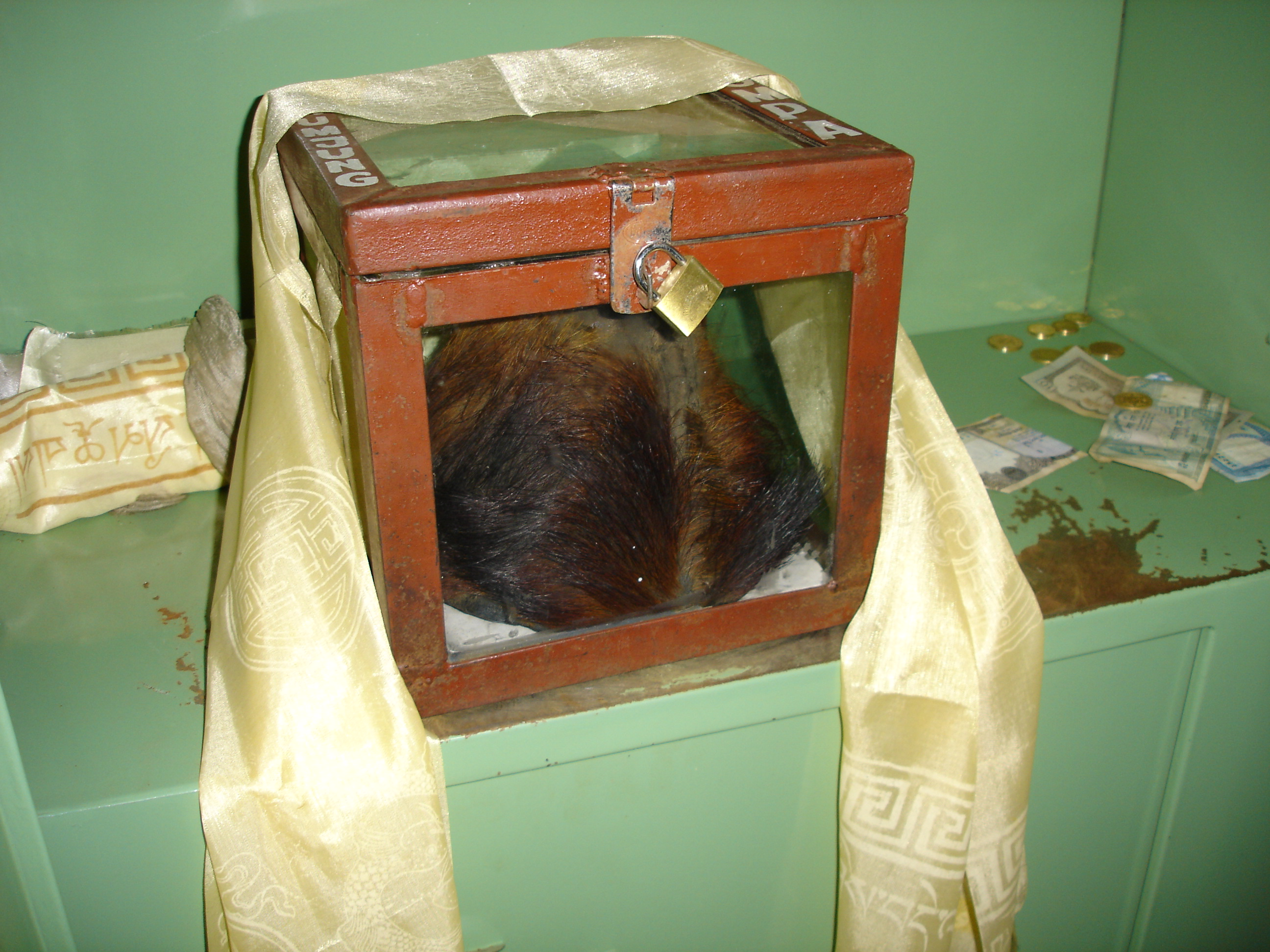
Supuesto cuero cabelludo de un yeti, en el monasterio Khumjung, en Nepal.

En algunos monasterios de Nepal se conservan restos supuestamente pertenecientes al yeti, pero que posteriormente se ha demostrado que pertenecen a una especie de cabra local. En los monasterios budistas de Khumjung, Pangboche y Namché Bazaar, en Nepal, se dice que conservan como reliquias los cueros cabelludos o escalpos de yetis, además de una supuesta mano incorrupta en el de Pangboche. En 1961, tras un estudio efectuado de la cabellera de Khumjung, se dio a conocer que pertenecía a otra especie de animal, un pariente del rebeco, el serau del Himalaya (Capricornis thar) y no a un primate desconocido. El objeto en cuestión es un tipo de caperuza que suelen utilizar los monjes en las danzas rituales. Las de los otros monasterios estaban igualmente confeccionadas. Estos artilugios se veneran y son consideradas auténticas reliquias por parte de los monjes del monasterio, porque son antiguos, contando más de trescientos años.[cita requerida]

## Chuchunya
El Chuchunya es la versión rusa del yeti. Habitaría supuestamente en el frío eterno de Siberia y, al igual que del yeti y del Pie Grande, se dice que sería muy difícil verlo. Nikolayev  propuso como explicación que los chuchunas serían unos de los últimos supervivientes de los aborígenes.

## Pruebas en contra de su existencia
Científicos liderados por la bióloga evolutiva Charlotte Lindqvist, de la Universidad Estatal de Nueva York, en Buffalo, examinaron más a fondo el ADN mitocondrial de las muchas muestras de supuestos restos del Yeti. En total, los científicos analizaron veinticuatro muestras, incluidas nueve supuestamente pertenecientes a la criatura.
Los resultados demostraron que el oso pardo del Himalaya (Ursus arctos isabellinus) es uno de los clados de la primera ramificación dentro del linaje del oso pardo, mientras que los osos pardos tibetanos (Ursus thibetanus laniger) divergieron mucho más tarde. Un clado es una agrupación que contiene un antepasado común y todos los descendientes, vivos y extintos, de ese antepasado.
Los tiempos estimados de divergencia de la meseta tibetana y los linajes del oso del Himalaya se superponen con eventos de glaciación del Pleistoceno medio y tardío, lo que sugiere que los osos existentes en la región son descendientes de poblaciones que sobrevivieron en refugios locales durante las glaciaciones del Pleistoceno.
De las nueve muestras de Yeti, ocho resultaron ser de osos nativos del área, mientras que la otra muestra provenía de un perro. Estudios similares de muestras de cabello supuestamente relacionadas con el homínido grande de América del Norte, el sasquatch (Bigfoot), han revelado que esas fibras provienen de osos, caballos, perros y una variedad de otras criaturas, incluso humanos.

## Yeti en la cultura popular
Algunos ejemplos del yeti o alguna de sus variantes en productos de la cultura popular:

### Cómic
- Tintín en el Tíbet, álbum de Tintín, personaje creado por el historietista belga Hergé, donde el joven periodista tiene un encuentro con el yeti en la cordillera del Tíbet mientras busca a su amigo Tchang

### Cine
- The Snow Creature (1954), película dirigida por W. Lee Wilder
- Ju jin yuki otoko, o Half Human, o Beast Man Snow Man (1955), película dirigida por Ishiro Honda
- Man Beast (1956), película dirigida por Jerry Warren
- The Abominable Snowman (1957), película dirigida por Val Guest)
- The Abominable Snow Rabbit (1961), corto animado dirigido por Chuck Jones y Maurice Noble
- Ostroznie, Yeti! (1961), película dirigida por Andrzej Czekalski
- Serie El monstruo de los volcanes:
  1. El monstruo de los volcanes (1963), película dirigida por Jaime Salvador
  2. El terrible gigante de las nieves (1963), película dirigida por Jaime Salvador
- The Zoo Robbery (1973), película dirigida por John Black y Matt McCarthy
- Shriek of the Mutilated (1974), película dirigida por Michael Findlay
- Yeti, il gigante del 20 secolo (1977), película dirigida por Gianfranco Parolini
- Ajooba Kudrat Ka (1991), película dirigida por Shyam Ramsay y Tulsi Ramsay
- To Catch a Yeti (1995), telefilme dirigido por Bob Keen
- Yeti: A Love Story (2006), película dirigida por Adam Deyoe y Eric Gosselin
- Yeti: Curse of the Snow Demon (2008), telefilme dirigido por Paul Ziller
- En la película de 2008 La momia: la tumba del emperador Dragón, Lin, la hija de la hechicera Zi-Yuan, posee un vínculo de amistad con los Yetis. De hecho, estas criaturas ayudan a los protagonistas contra las fuerzas del Emperador durante su estadía en los Himalayas.
- Pryachsya (2011), película dirigida por Johnny O'Reilly
- Abominable Christmas (2012), telefilme animado dirigida por Chad Van De Keere
- Yoko (2012), película dirigida por Franziska Buch
- Deadly Descent: Abominable Snowman (2013), telefilme dirigido por Marko Mäkilaakso
- Frostbite (2013), película dirigida por Bridget Machete
- Russian Yeti: The Killer Lives (2014), telefilme dirigido por Leon Rawlski
- Unbeaten Path (2016), corto dirigido por John Holowach
- Smallfoot (2018), película animada dirigida por Karey Kirkpatrick y Jason Reisig, donde una tribu de yetis vive aislada en lo alto de las montañas; algunas leyendas indican la existencia de una raza de "pie pequeños", por lo que Migo, el protagonista, sale de su hogar para buscar pruebas de su existencia.[8]
- The Yeti Took my Father's Wellington (2018), corto dirigido por Steve Woodier
- Abominable (2019), película animada dirigida por Jill Culton y Todd Wilderman
- Missing Link (2019), película animada dirigida por Chris Butler
- Abominable (2020), película dirigida por Jamaal Burden

### Literatura
- Esaú, la gran novela sobre el Yeti, escrita por Philip Kerr, esta novela cuenta la historia de una expedición al Himalaya en busca del eslabón perdido,cerca de la montaña prohibida de Machhapuchhare.[9]

### Videojuegos
- En la serie de videojuegos Metal Slug concretamente Metal Slug 3 existe un subnivel que consiste en una cueva de hielo y nieve infestada de Yetis los cuales arrojan aire helado y congelan al jugador para posteriormente golpearlo con un hueso a modo de garrote, al ser derrotados por completo dicha cueva es invadida por los zombis del nivel, a partir de ésta entrega se incluyen los Yetis esporádicamente en secuelas del juego.
- En SkiFree, un clásico videojuego de computadora para Microsoft Windows, en los tres modos de juego, al recorrer 2000 metros, aparecen yetis que intentan comerse al jugador y son extremadamente difíciles de esquivar.
- Los Yetis son criaturas que aparecen de forma recurrente como enemigos en algunas entregas de la saga Final Fantasy como FF VI.
- El Yeti es también un mito popular dentro del juego Grand Theft Auto: San Andreas. Por años los fanes especulaban y esparcían rumores en internet acerca de la existencia de esta criatura dentro del juego, la cual supuestamente habita en los bosques o en Mount Chilliad, la montaña más alta del mapa. Sin embargo la única forma de obtener al monstruo dentro del juego es instalando mods en la versión de PC, como el popular Misterix Mod.
- En el juego Red Dead Redemption, en el DLC Undead Nightmare aparecen 5 Pie Grande, al matarlos, con el último de ellos tendrás una conversación, el al ser el último de ellos (ya que los cazas) el pide terminar su sufrimiento.
- En el juego Plantas vs zombies, un zombi llamado "Zombie Yeti" puede aparecer en los niveles nocturnos y/o de niebla.
- El videojuego Ganbare Goemon Gaiden 2: Tenka no Zaihō, se encuentra a un yeti como enemigo llamado "Good Yeti" en la casa congelada.
- Yeti aparece uno de los videojuegos de Disney como:
  - 1988 - En Matterhorn Screamer, Yeti aparece como enemigo.
  - 1989 - En DuckTales de la NES, Yeti aparece como el jefe del nivel de Himalaya.
  - 1991 - En Lucky Dime Caper, en el nivel 6: Himalaya, Yeti aparece como el enemigo y es pequeño.
  - 1993 - En Mickey Mouse: Magic Wands!, aparece como el jefe del tercer nivel que salta y pisotea, pero fue derrotado por Mickey Mouse.
  - 1995 - En Disney's Magical Quest 3 Starring Mickey & Donald, aparece como "Furry Ice Beast", el jefe del sexto nivel "Snowflake Mountain", pero fue derrotado por Mickey Mouse y Pato Donald.
- En el universo de Warcraft, existen unas bestias humanoides enormes y voraces llamadas Wendigos, las cuales habitan en el continente helado de Northrend y guardan similitud con el abominable hombre de las nieves.
- En la ciudad Devias de Mu Online existen 2 tipos de Yeti, el Yeti normal y su versión más fuerte Yeti Elite.
- En el videojuego Castlevania: Dawn of Sorrow, aparece el Yeti como enemigo secreto en la entrada del castillo, el cual solo aparece si se le lanza un plato de comida.
- El first person shooter Battlefield 4 posee easter eggs relacionados al mito del Yeti, desde huellas en algunos terrenos nevados hasta bramidos que se pueden escuchar a lo lejos.
- El juego de mundo abierto Far Cry 4 posee un DLC llamado Valley of the Yetis.
- En la temporada 7 de Fortnite se añadió al mapa una nueva zona helada donde se encontraba oculta la cueva del Yeti. Dicho lugar albergaba muchos recursos útiles como suministros, ítems y un avión Alatormenta. También se liberó una skin épica llamada "Trog". Dicho personaje es claramente un Yeti.
- La saga de pelea Darkstalkers, basada en personajes de horror de la literatura y folklore popular, tiene entre sus personajes jugables a Sasquatch, que aunque es el nombre que se le da al Pie Grande norteamericano, por su forma y escenario, corresponde evidentemente al Yeti.